# Jacquinia dichotoma
Jacquinia dichotoma är en viveväxtart som beskrevs av Ignatz Urban. Jacquinia dichotoma ingår i släktet Jacquinia och familjen viveväxter. Inga underarter finns listade i Catalogue of Life.